# Jean Catta
Pour les articles homonymes, voir Catta.
Ne pas confondre avec le sculpteur français Jean Cattant né en 1918
Jean Catta, né le 2 février 1913 à Nantes et mort le 31 décembre 1985 à Guerchy (Yonne), est un peintre et aquarelliste français.

## Biographie
Né en 1913 à Nantes, Jean Catta participe à de nombreuses expositions collectives, notamment dans les principaux salons parisiens. Il expose régulièrement à partir de 1960, notamment à la Galerie Guigné à Paris en 1981. Le traitement de l'espace de Jean Catta rappelle les cubistes ; il offre une vision limpide mais réaliste et convaincante de la nature.

## Expositions
- 1969 : Salon[2].
- 1970 : Aurillac, vernissage[3].
- Du 28 avril au 16 mai 1981 : Galerie Guigné, Paris, exposition solo[4].